# Gouffre
Pour les articles homonymes, voir Gouffre (homonymie).

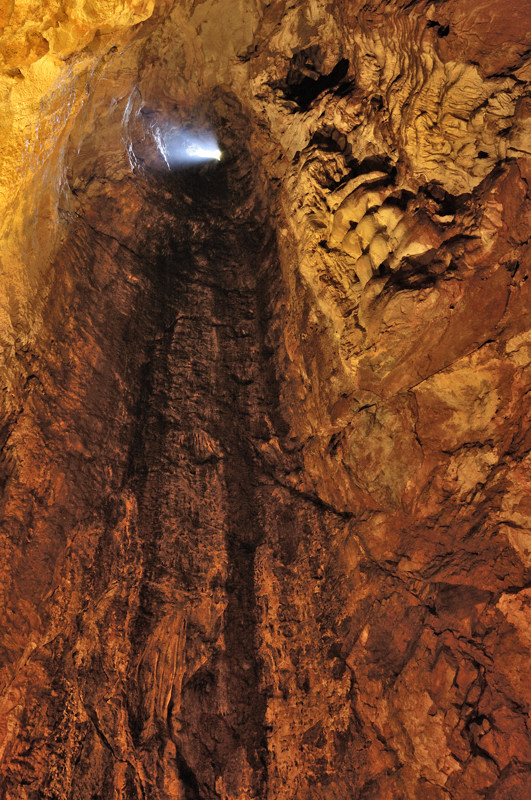
Le gouffre Haviareň, Carpates.

Un gouffre (ou abîme, en géologie) est au sens propre une cavité souterraine, souvent d'origine karstique, dont l'entrée généralement imposante présente une verticalité marquée.
Le gouffre ou abîme s'oppose à la caverne ou à la grotte, dont l'entrée est plutôt horizontale.

## Sémantique
Les gouffres, à l'instar des autres cavités naturelles souterraines (grottes, avens, etc.) sont explorés et étudiés par les spéléologues.

### Régions francophones
Il existe de nombreux synonymes régionaux francophones issus d'une francisation des langues d'oc ou oil notamment : aven, igue, scialet, chourum, abîme, creux, fondry, perte, fosse, chantoir, barrenc, tindoul, etc. En Ardenne ils sont appelés « entonnoirs ».
En particulier, le terme aven, originaire entre autres du Rouergue et d'origine celtique, diffusé en langue française à la fin du XIXe siècle par les études et descriptions des reliefs karstiques de cette région, particulièrement par les travaux de Édouard-Alfred Martel sur la région des Causses (vers 1889). Le terme « aven » est utilisé préférentiellement, sans qu'il y ait de normes ou de conventions d'usage, par les géologues et les spéléologues à celui de « gouffre ».

### Ailleurs
En Chine, les gouffres constitués par des méga-dolines sont nommés « tiankeng ».

## Symbolique
Au sens figuré, un gouffre désigne un lieu, un phénomène ou une chose qui entraîne la disparition brutale de tout ce qui peut y être précipité ou qui y tomberait. Exemples : « son estomac est un gouffre », « cet projet est un gouffre financier ! », ainsi que : « une économie au bord du gouffre ».
Dans l'imagerie populaire ou enfantine, un gouffre est un lieu effrayant et dangereux, d'où peuvent surgir toutes sortes de choses horribles et dans lequel toute chose peut disparaître à jamais. Le gouffre symbolise la peur de l'inconnu.

## Gouffres remarquables

### Europe
- Le gouffre Veryovkina et le gouffre Krubera, en Géorgie, sont les gouffres les plus profonds du monde en 2019 : ils atteignent respectivement les profondeurs de −2 212 mètres et −2 190 mètres[3].
- Le gouffre Mirolda, en Haute-Savoie, en France : il atteint les −1 733 m.
- Le gouffre Jean-Bernard, en Haute-Savoie, en France : il atteint les −1 602 m.
- Le gouffre Berger, dans l'Isère en France, premier gouffre au monde où les spéléologues ont dépassé les mille mètres de profondeur.
- Le gouffre (cs) de Hranice en République tchèque avec ses 404 m est le plus profond gouffre inondé au monde. La profondeur du gouffre hors eau est de 69,5 m[4],[5].
- Le Pozzo del Merro en Italie, descend à 392 mètres sous l'eau.

### Asie
- Le gouffre de Tian Xing, en Chine : il atteint les −1 026 m[3].

### Afrique
- Le gouffre Anou Ifflis (−1 170 m) en Kabylie (Algérie), le gouffre le plus profond d'Afrique et l'un des plus profonds au monde (47e ex aequo)[6].

### Amérique
- Au Mexique, les cénotes, comme le Zacatón, sont des gouffres parfois très profonds et remplis d'eau douce ou saumâtre; les sotanos sont également des gouffres profonds avec une grande ouverture.
- Le Sistema Huautla (Nita Nanta) (en) au Mexique accuse une dénivellation de 1560 m.

## Galerie

Quelques gouffres du monde
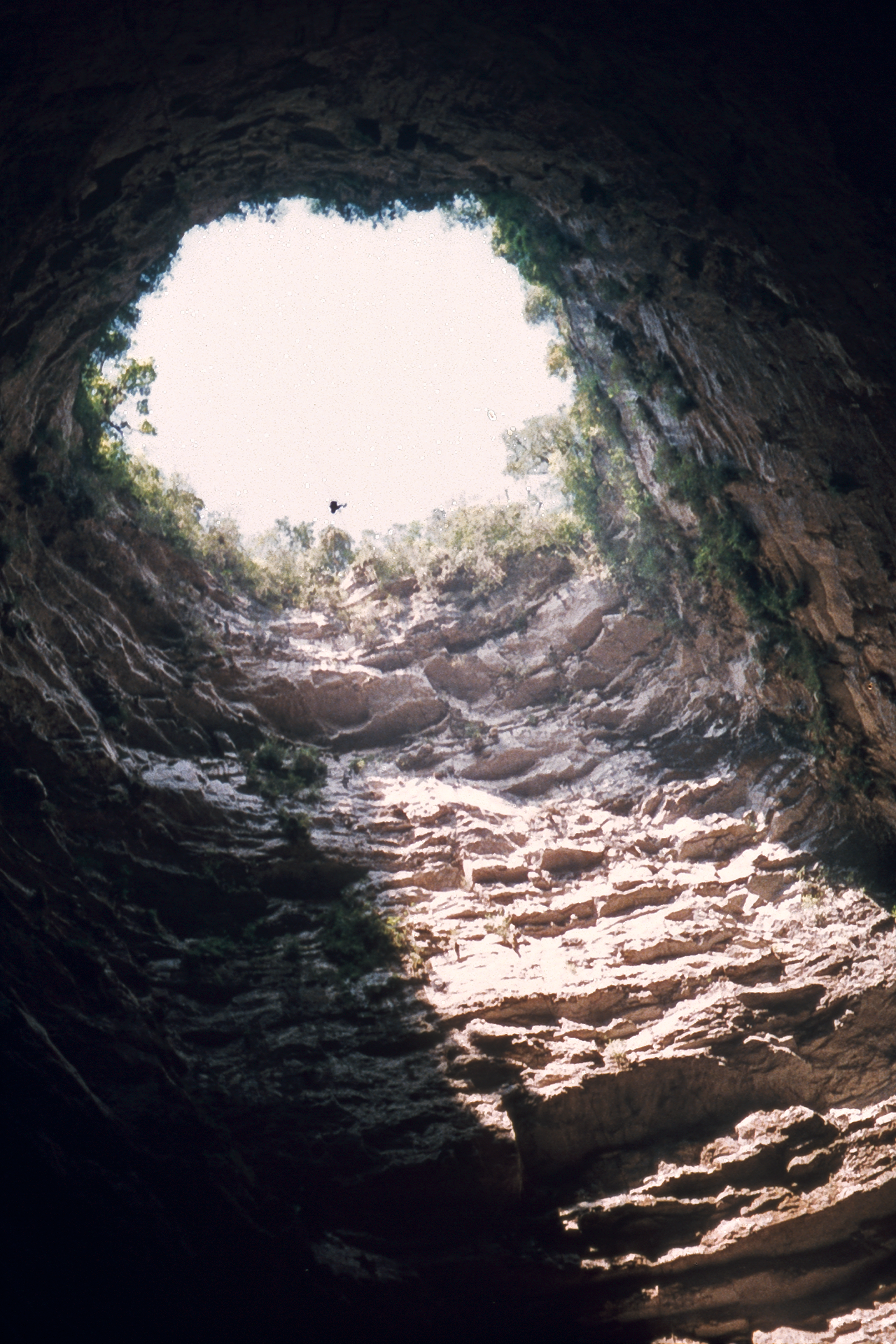
Sotano de las Golondrinas, Mexique.
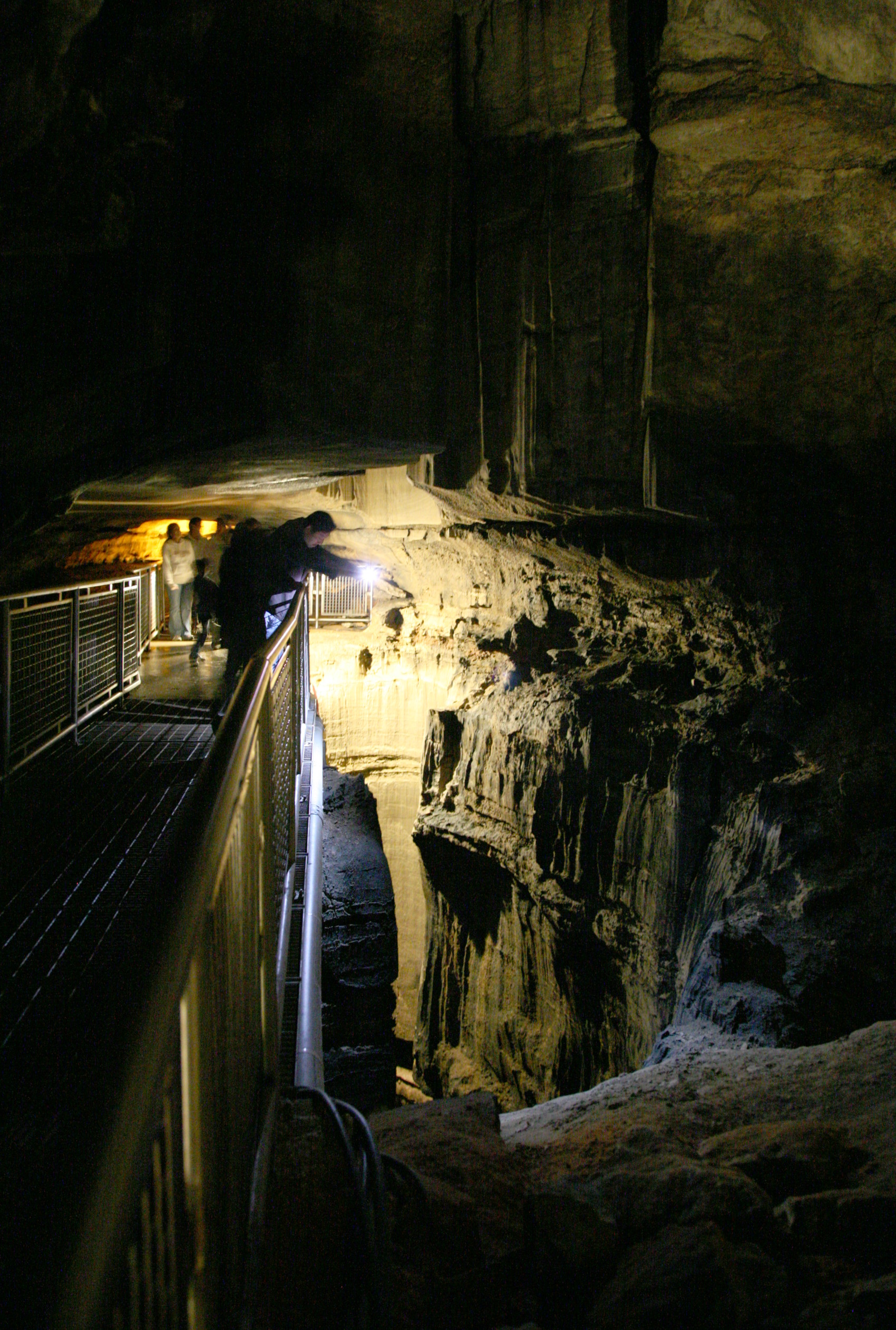
Bottomless Pit (Puits sans fond) à Mammoth Cave, États-Unis.
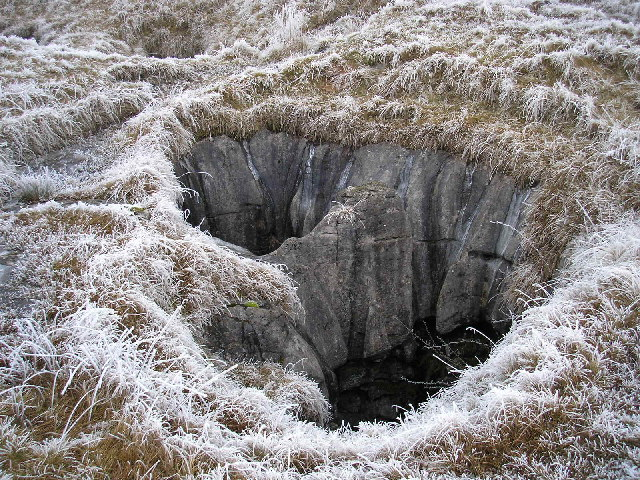
Fluted pothole, Grande-Bretagne.
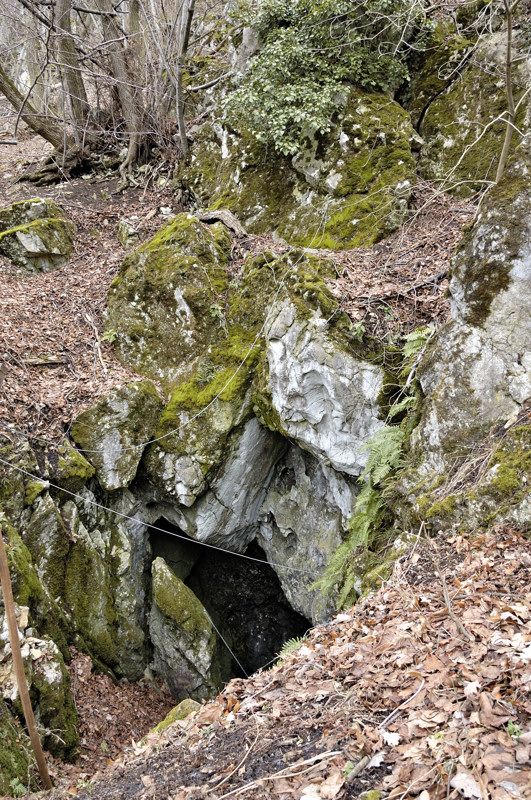
Gouffre PP2, Slovaquie.
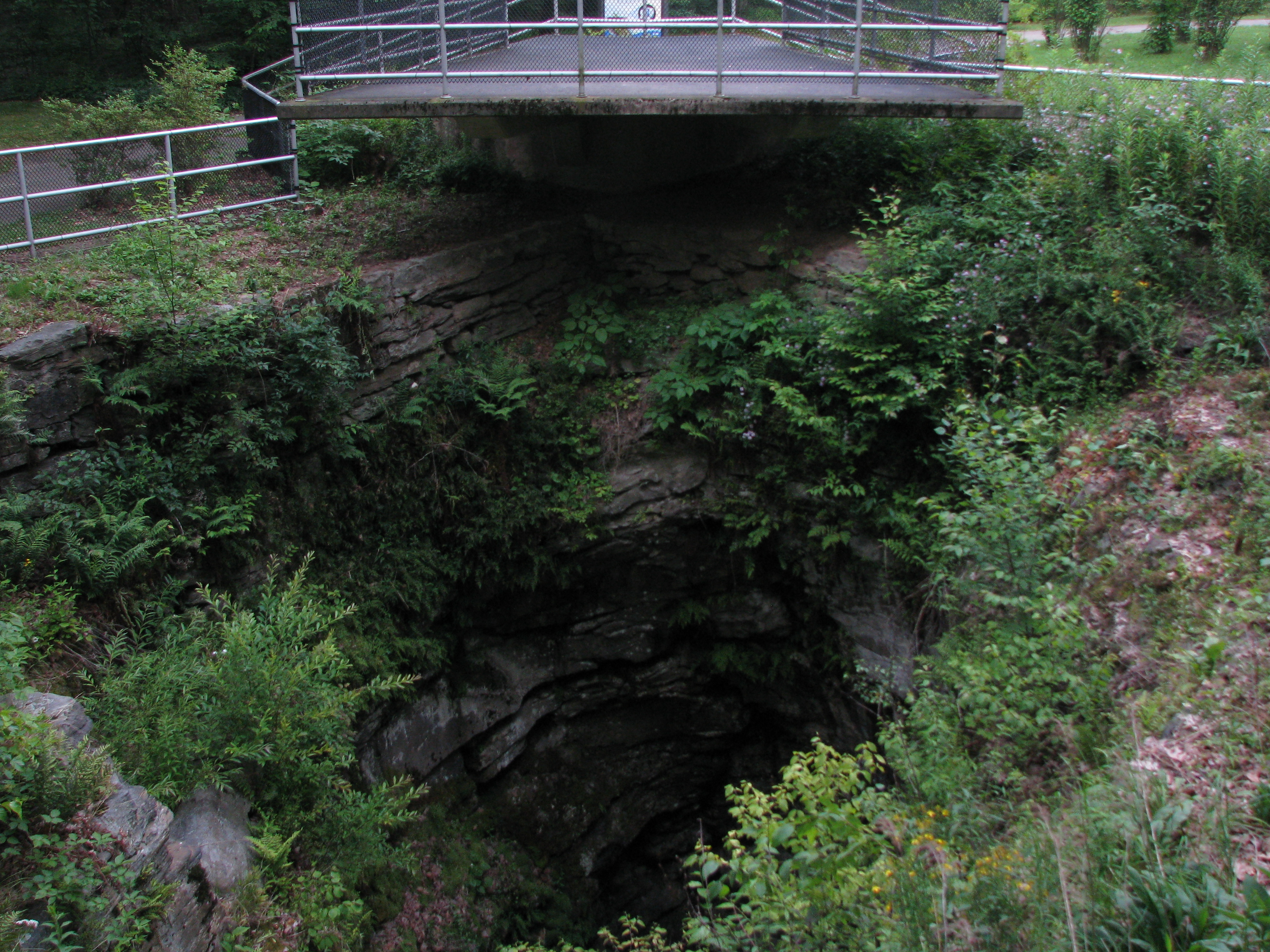
Gouffre dans le Archbald Pothole State Park, États-Unis.
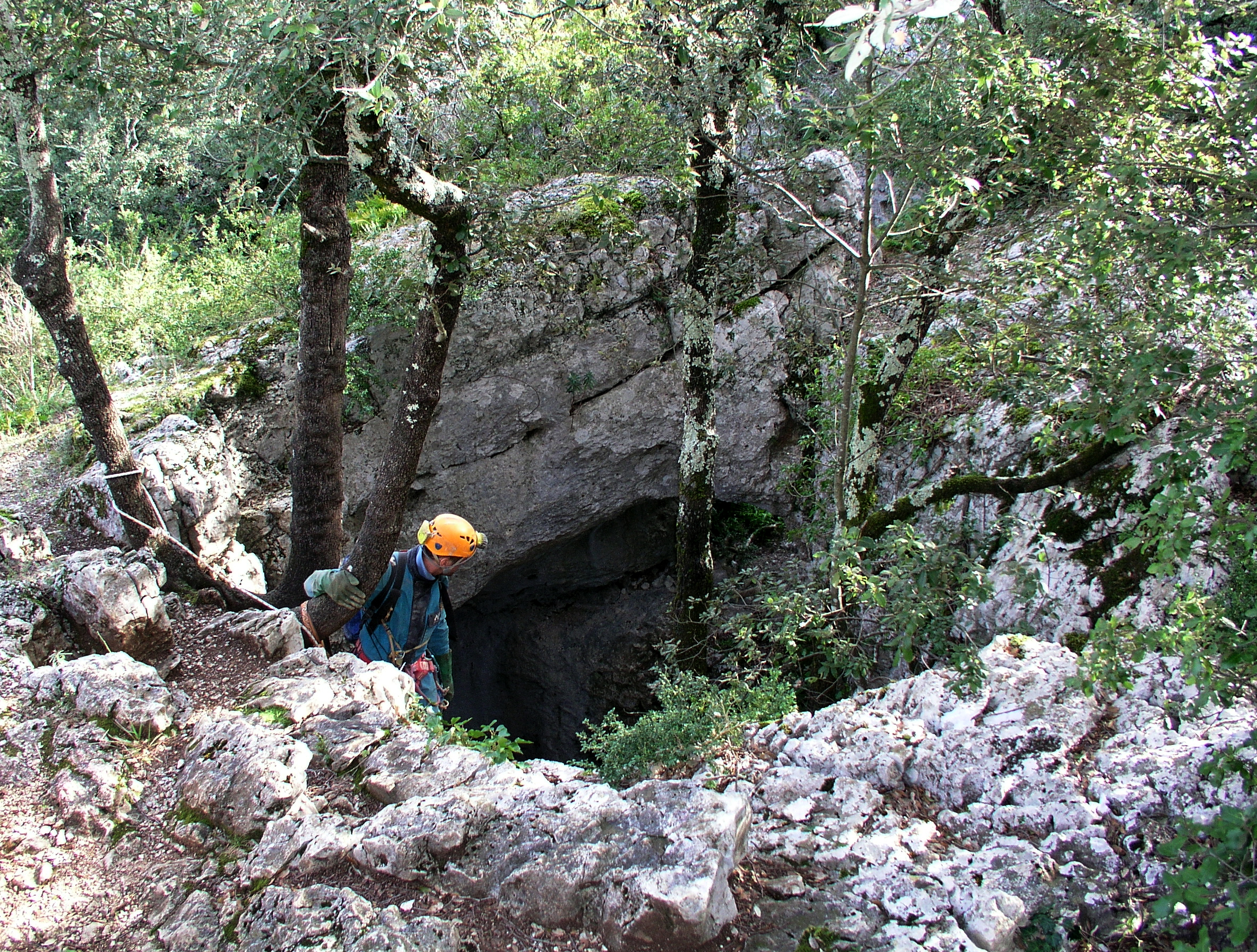
Orifice de l'aven des Neuf Gorges, Le Garn, Gard, France.